# Dellweg
Dellweg ist eine Ortschaft von Wipperfürth im Oberbergischen Kreis im Regierungsbezirk Köln in Nordrhein-Westfalen (Deutschland). Die Ortschaft gehört zum Ortsteil Agathaberg, hat 37 Einwohner (Stand: 2005) und liegt auf einer Höhe von 382 m ü. NN.

## Geschichte

### Erstnennung
1533 wurde der Ort das erste Mal urkundlich erwähnt. „In der Abgabenliste zum Wipperfürther Termin wird tzo Deylwich genannt.“
Die Schreibweise der Erstnennung war Deylwich
Dellweg ist eine alte Hofschaft.

## Freizeit und Sport
Im Dorf herrscht ein sehr guter Zusammenhalt, wodurch schon viele Feste  zustande gekommen sind. Vor allem ist Dellweg für das Fest am Vatertag sehr bekannt. Mit Kaffee und Kuchen, einer Hüpfburg, Pferdereiten, einem Bierwagen und einer Verlosung ist das Fest immer gut besucht.

### Wander- und Radwege
Dellweg und seine Umgebung eignet sich hervorragend zum Wandern und Fahrradfahren. Der Wanderweg X43 des VBL führt durch den Ort. Besonders die vielen schönen Wälder bieten schöne Wanderwege und sind daher auch sehr beliebt.

## Busverbindungen
Haltestelle Dohrgaul:
- 333 Wipperfürth – Dohrgaul – Frielingsdorf – Engelskirchen Bf. (OVAG, Montag bis Sonntag, kein Abend- und Nachtverkehr)